# 阿根廷里亞爾
阿根廷里亞爾是一種阿根廷於1881年前所使用的貨幣。

## 歷史
在1813年阿根廷製造了自己的貨幣之前，流通於阿根廷的貨幣是西班牙里亞爾。而從1820年起，除了硬幣之外，也開始印製紙鈔。1826年，現今所使用之阿根廷披索僅採用了紙鈔。1881年阿根廷里亞爾停用，並且以8阿根廷里亞爾比1阿根廷披索的匯率進行兌換。

## 資料來源
- Krause, Chester L., and Clifford Mishler. . ISBN 0873414276.
- Pick, Albert. . ISBN 0-87341-149-8.